# 1870 год в науке
В 1870 году были различные научные и технологические события, некоторые из которых представлены ниже.

## События
- по инициативе Августа Цешковского в деревне Жабиково[пол.] под Познанью был открыт Сельскохозяйственным университет им. Халины[пол.], на тот момент это было единственное высшее учебное заведение на территории Прусской Польши.

- 11 декабря — в статье «Естественная система элементов и применение её к указанию свойств неоткрытых элементов» Д. И. Менделеев предсказывает свойства ещё не открытых химических элементов: экабора (скандий), экаалюминия (галлий) и экасилиция (германий)[1].

## Достижения человечества

### Открытия
- Первое исследование бесконечных групп восходит к Жордану (1870).

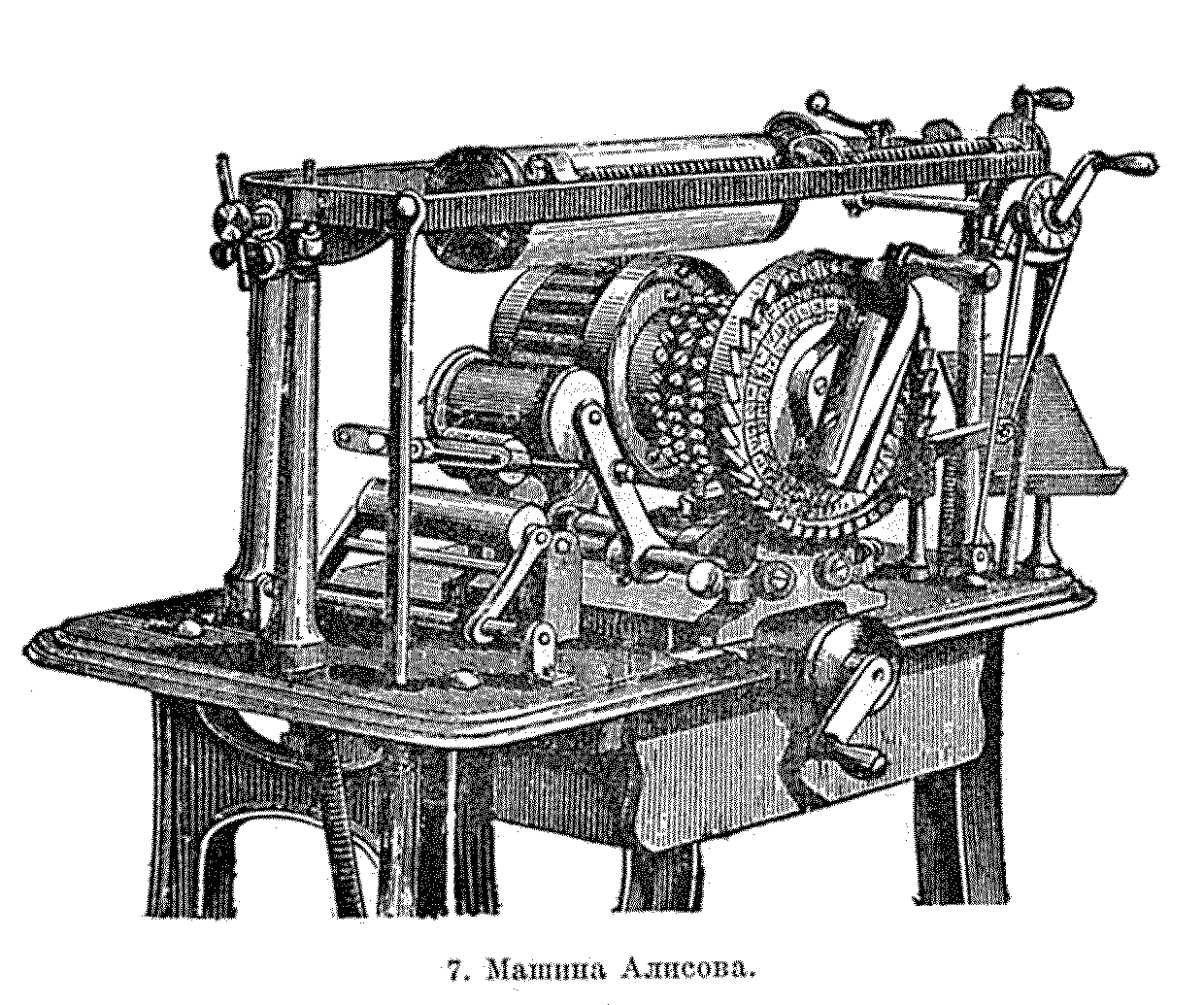
Скоропечатник Алисова

### Изобретения
- Российский изобретатель Михаил Иванович Алисов изобрёл наборно-пишущую машину, известную как «скоропечатник» или «скорописец», с целью замены каллиграфического переписывания бумаг и рукописей.

## Награды
- Ломоносовская премия: А. Н. Энгельгардт и П. А. Лачинов[2]:53—108 за ряд химических исследований изложенных в работах «Об изомерных креозолах»[3] и «О нитросоединениях»[4].
- Медаль Копли: Джеймс Джоуль — за экспериментальные исследования по динамической теории теплоты.

## Родились
- 7 февраля — Альфред Адлер, австрийский психолог, психиатр и мыслитель (умер в 1937).
- 4 марта — Евгений Оскарович Патон, советский учёный-механик и инженер, работавший в области сварки, мостостроения и строительной механики, Герой Социалистического Труда, лауреат Сталинской премии (умер в 1953).
- 10 июня — Сергей Иванович Спасокукоцкий, российский и советский хирург, создатель научной школы, лауреат Сталинской премии (умер в 1943).
- 13 июня — Жюль Борде, бельгийский иммунолог и бактериолог, лауреат Нобелевской премии по физиологии и медицине в 1919 году (умер в 1961).
- 21 октября — Михаил Николаевич Шатерников, российский и советский физиолог, разрабатывавший нормы питания (умер в 1939).
- 17 ноября — Сергей Николаевич Блажко, российский и советский астроном, одним из первых в мире сфотографировавший спектр метеора, лауреат Сталинской премии (умер в 1956).